# Tiszakeszi
Tiszakeszi ist eine ungarische Gemeinde im Kreis Mezőcsát im Komitat Borsod-Abaúj-Zemplén.

## Geografische Lage
Tiszakeszi liegt in Nordungarn, 38 Kilometer südöstlich des Komitatssitzes Miskolc und 8 Kilometer südöstlich der Kreisstadt Mezőcsát am rechten Ufer der Theiß.
Die Gemeinde grenzt an das Komitat Hajdú-Bihar (HB) und an folgende Gemeinden:
| Mezőcsát |                                             | Tiszatarján         |
|          | Kompassrose, die auf Nachbargemeinden zeigt | Folyás (HB)         |
| Ároktő   |                                             | Újszentmargita (HB) |

## Geschichte
Im Jahr 1913 gab es in der damaligen Großgemeinde 553 Häuser und 2770 Einwohner auf einer Fläche von 9839 Katastraljochen. Sie gehörte zu dieser Zeit zum Bezirk Mezőcsát im Komitat Borsod.